# Schefflera membranifolia
Schefflera membranifolia là một loài thực vật có hoa trong Họ Cuồng cuồng. Loài này được Bui miêu tả khoa học đầu tiên năm 1975.